# Solingen
Solingen német város, Észak-Rajna-Vesztfália tartományban. A város neve világhírű késeiről, pengéiről, ollóiról, orvosi műszereiről ismert.

## Fekvése
Solingen Wuppertaltól délnyugatra a Bergisches Landban fekszik. A város területe kb. 90 km², a városhatár hossza 62 km, a város átmérője kelet-nyugati-irányban 15,6 km, észak-déli-irányban 11,7 km. A város főfolyója a Wupper. A legmagasabb pont 276 m, a legmélyebb 53 m.
Szomszédvárosok: Wuppertal, Remscheid, Wermelskirchen, Leichlingen, Langenfeld, Hilden és Haan.

## Története
Solingen volt egykor a nagynevű bergi finomacélárut készítő kisipar székhelye, mára a finomacéláruk nagyüzemi gyártásának központja. 
A város első említése 1067-ben történt Solonchon néven. Későbbi említések: Solengen (1168, 1172) – Soileggen (1363, 1366, 1377) vagy Soleggen (1365) – Solingen (1174).
Már a középkortól kezdve Solingenben kialakult egy fémművelő kisipar, már ekkor a fegyverkovács-művészet központja volt, ebből fejlődött ki később a vágóeszközöket készítő ipara. A 19. században a solingeni kés és ollógyártás világhírre tett szert. Mai napig híresek a solingeni pengék.
A város legfőbb látnivalója a Német Pengemúzeum (Deutsches Klingenmuseum), mely a város északi szélén lévő Gräfrath negyedben található és egyedül e negyed őrizte meg a város egykori jellegét.
A Pengemúzeumban a fegyverkovács művészet három évezredes múltját művészien kiképzett kardok tanúsítják. Itt található Európa legnagyobb evőeszköz gyűjteménye, valamint bemutatja a sebészeti kések, ollók
borotvapengék készítésének fejlődését.

## Galéria

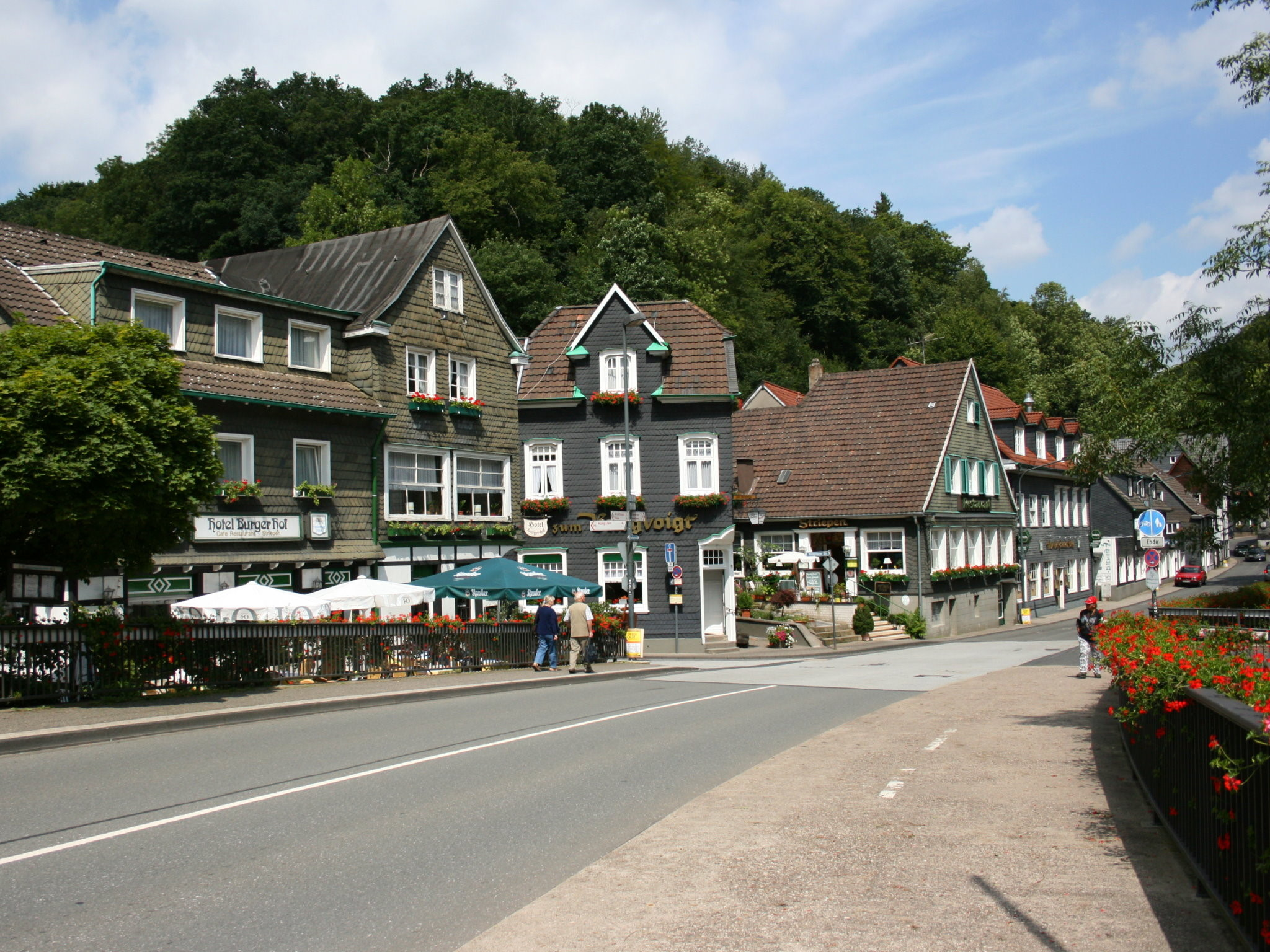
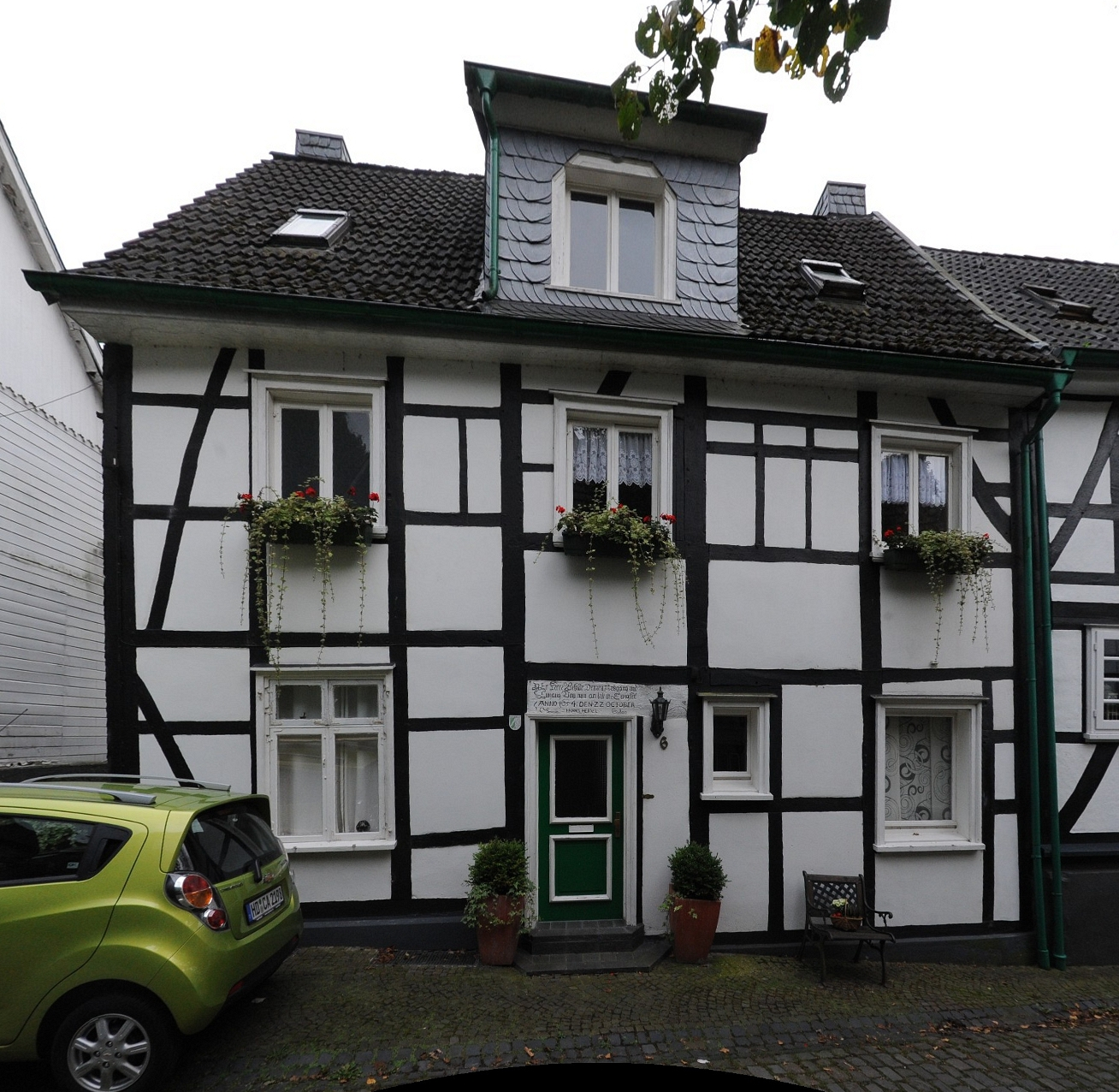
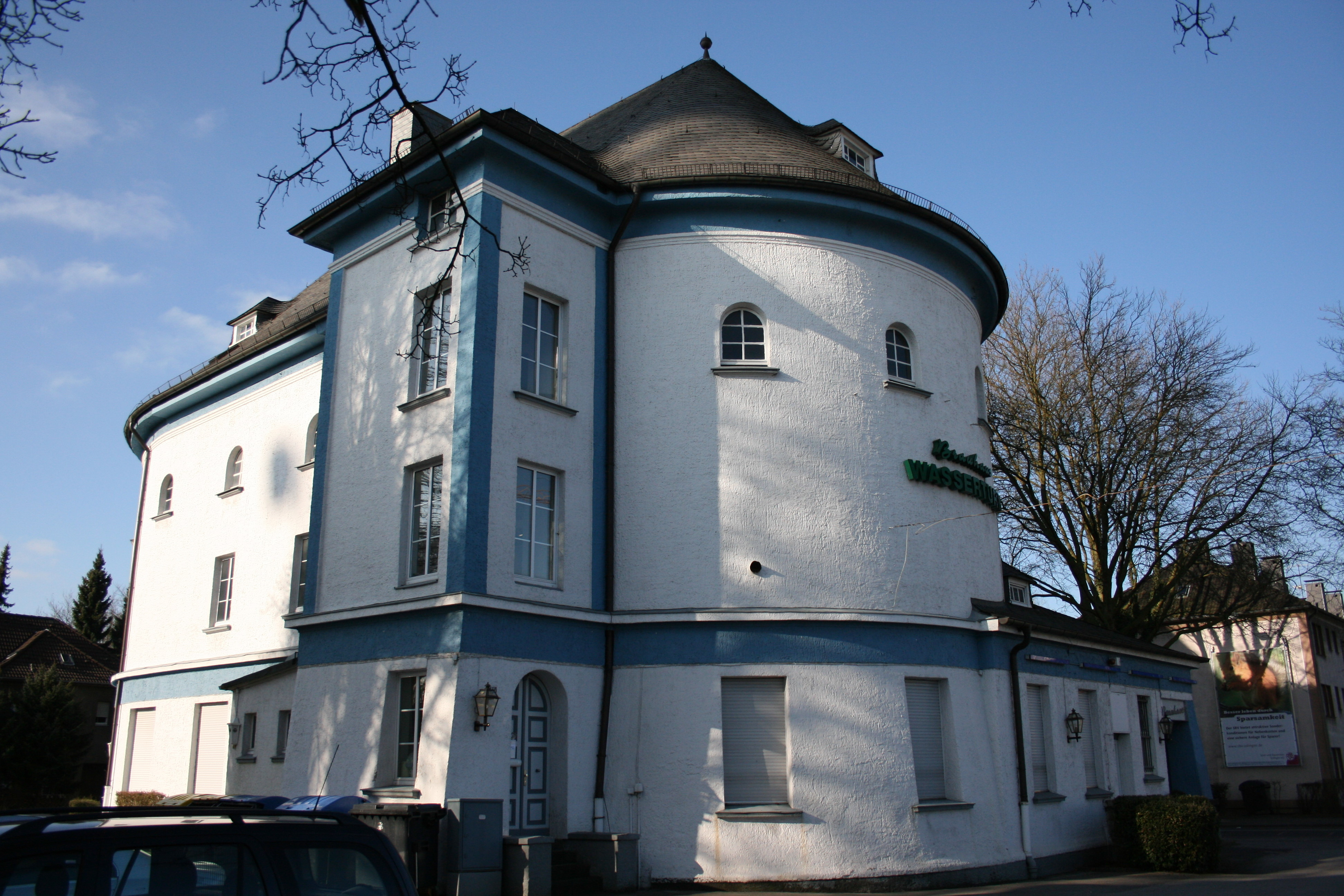
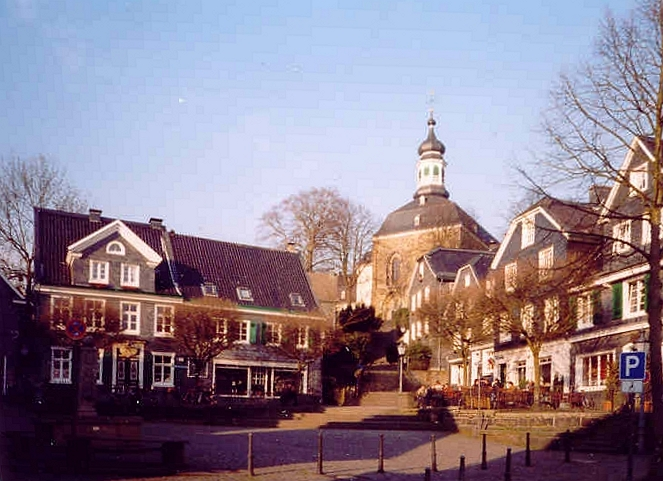
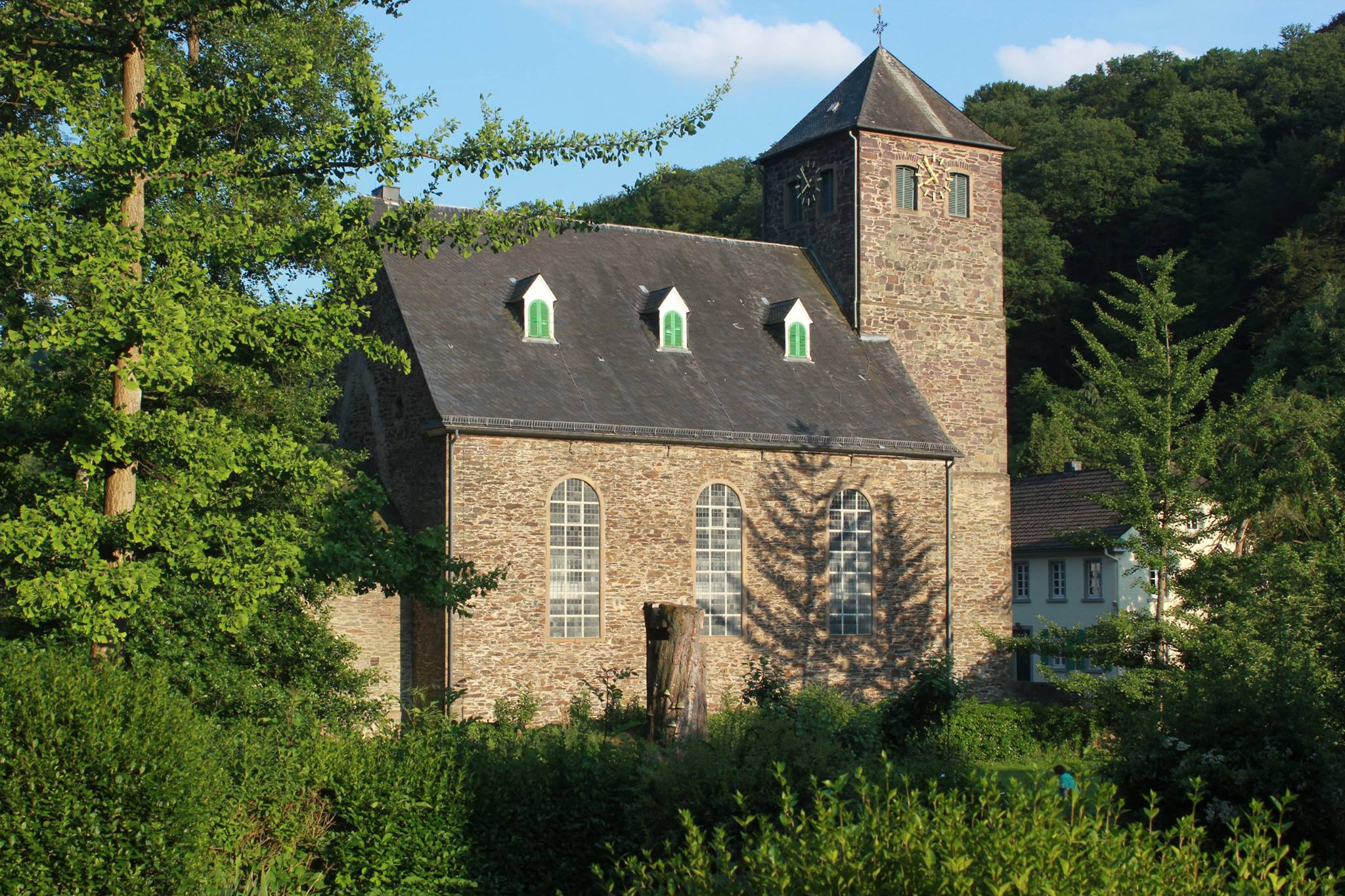
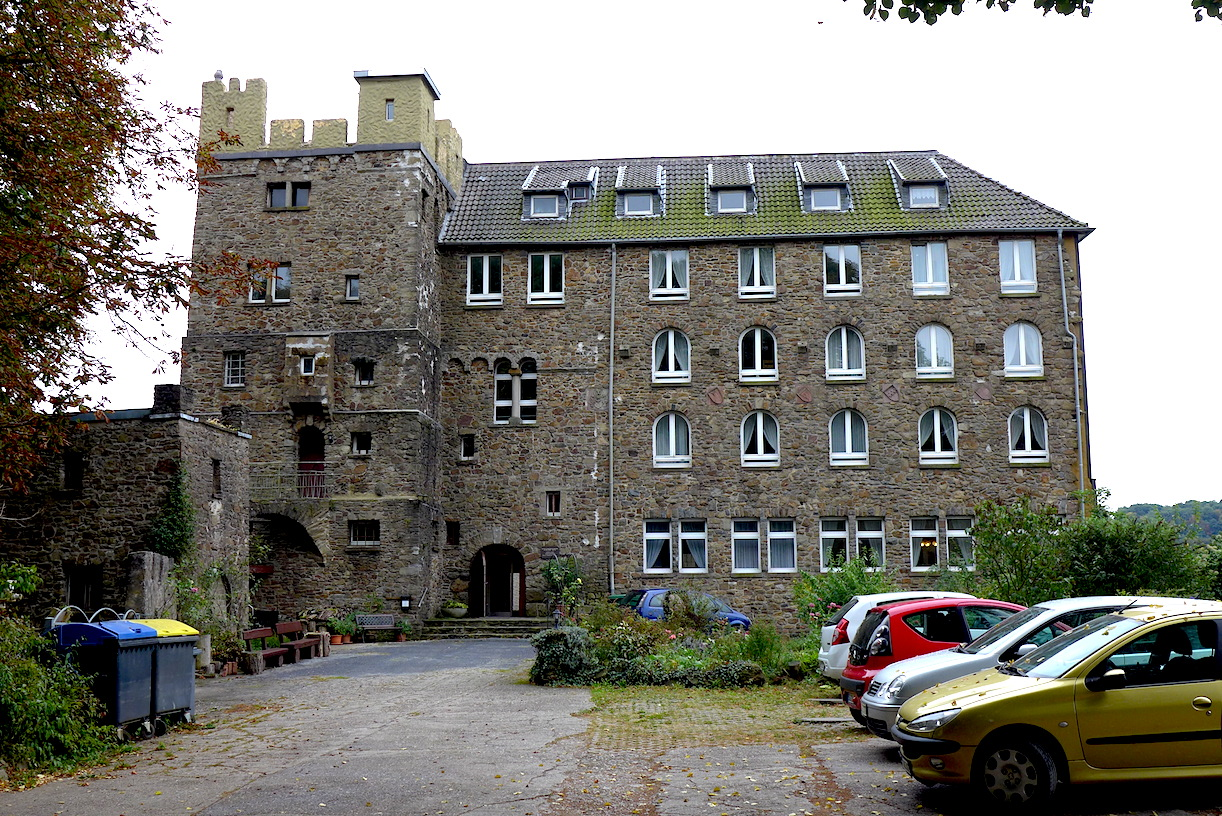
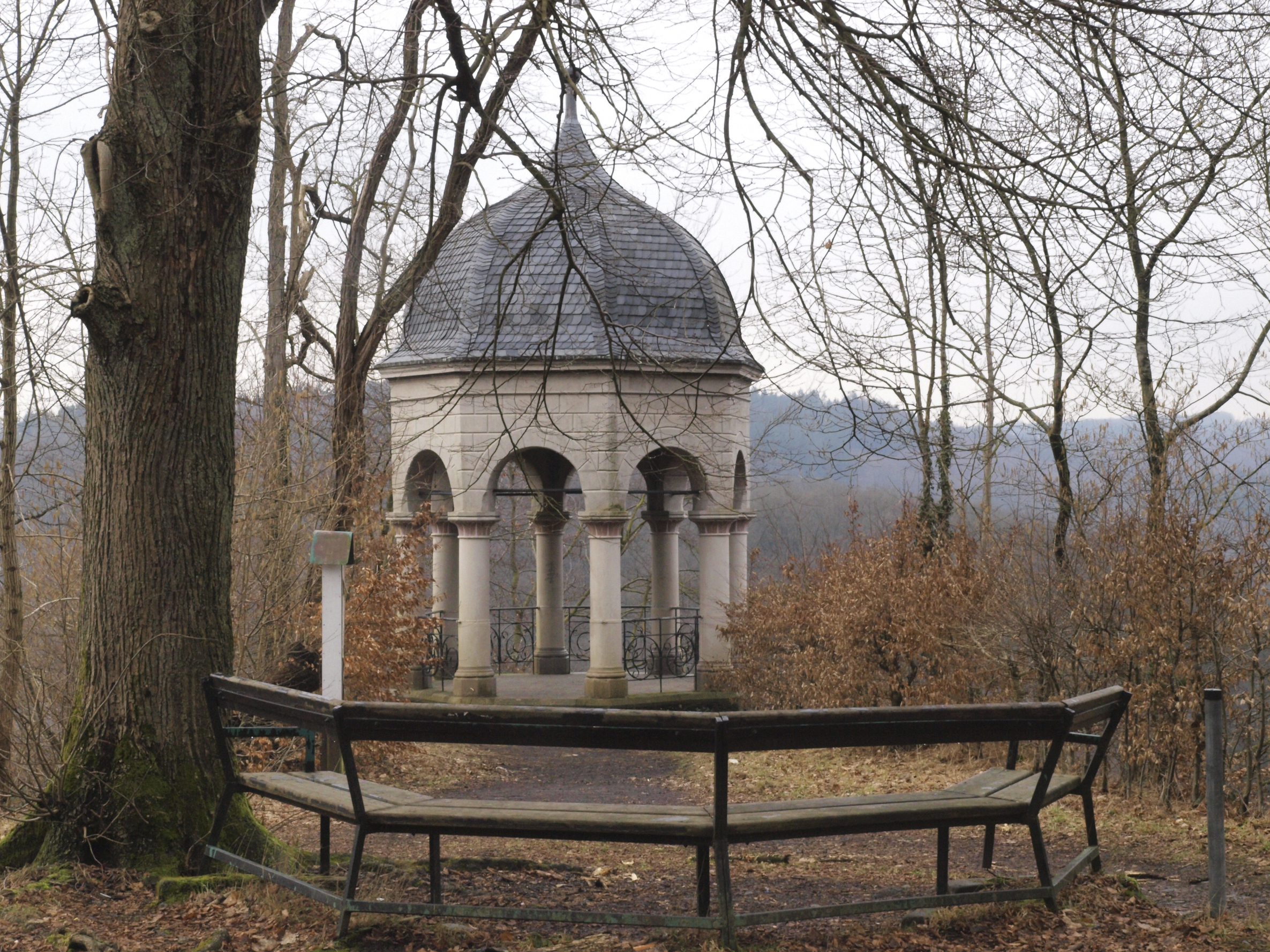
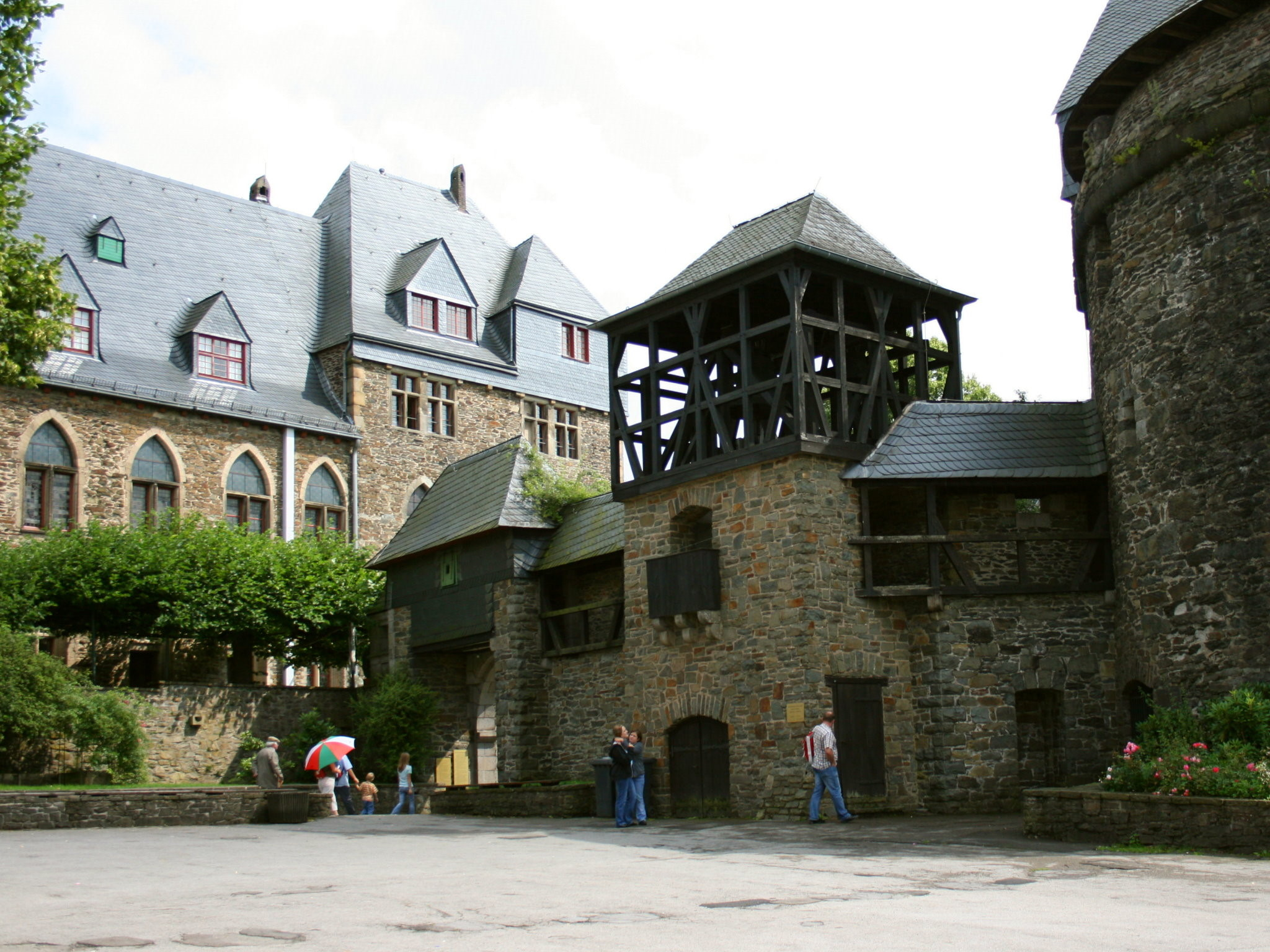
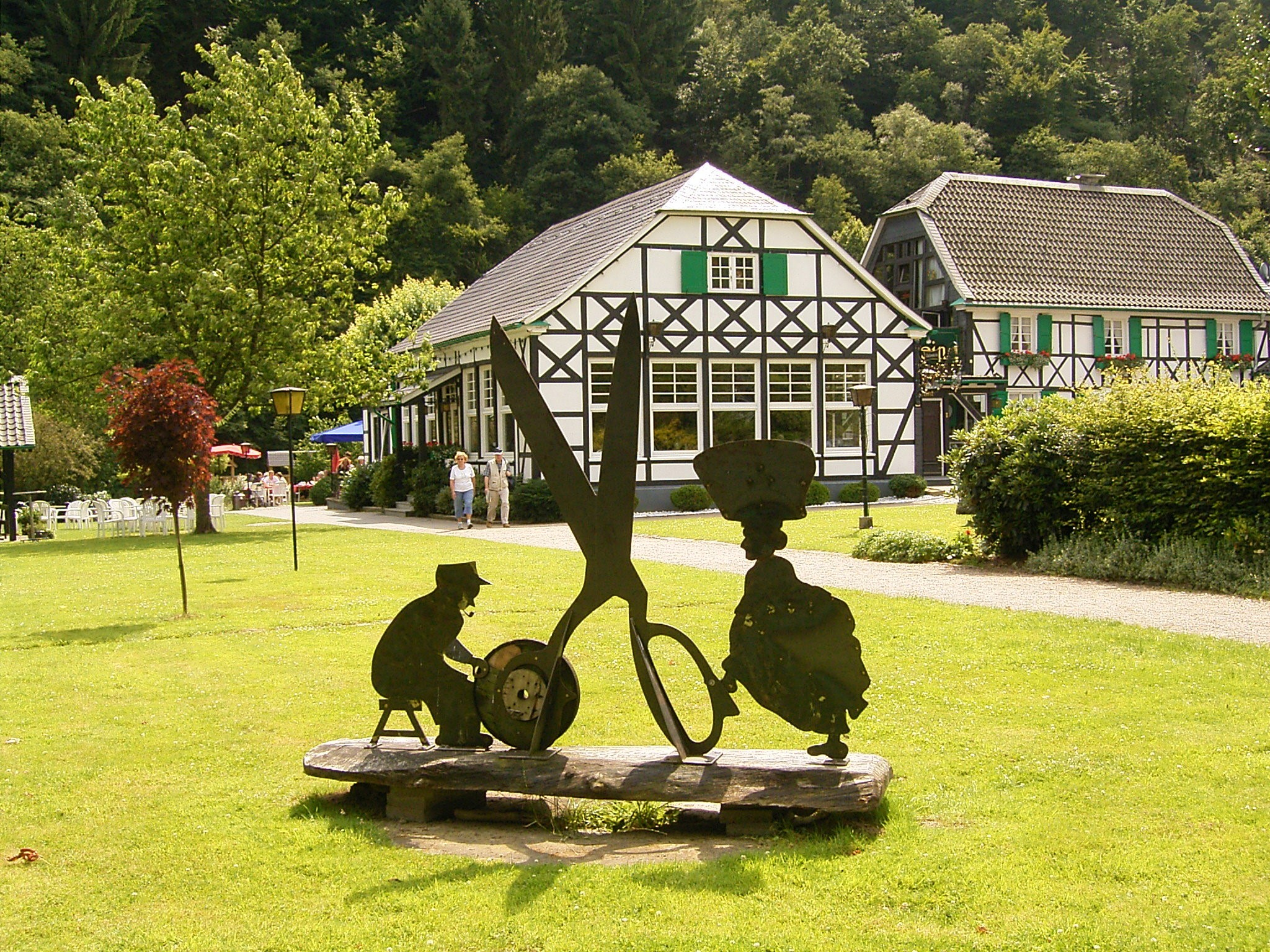
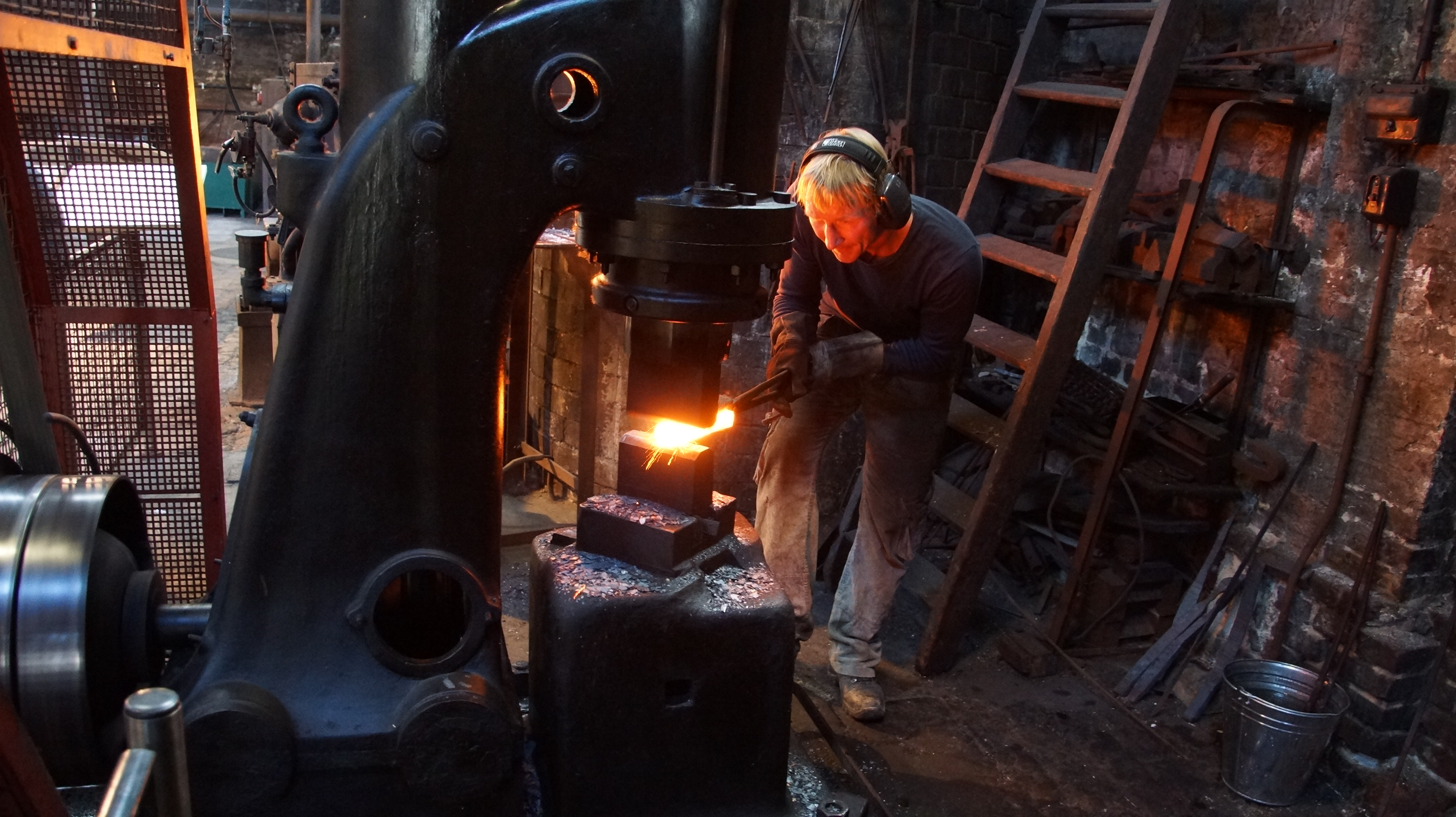
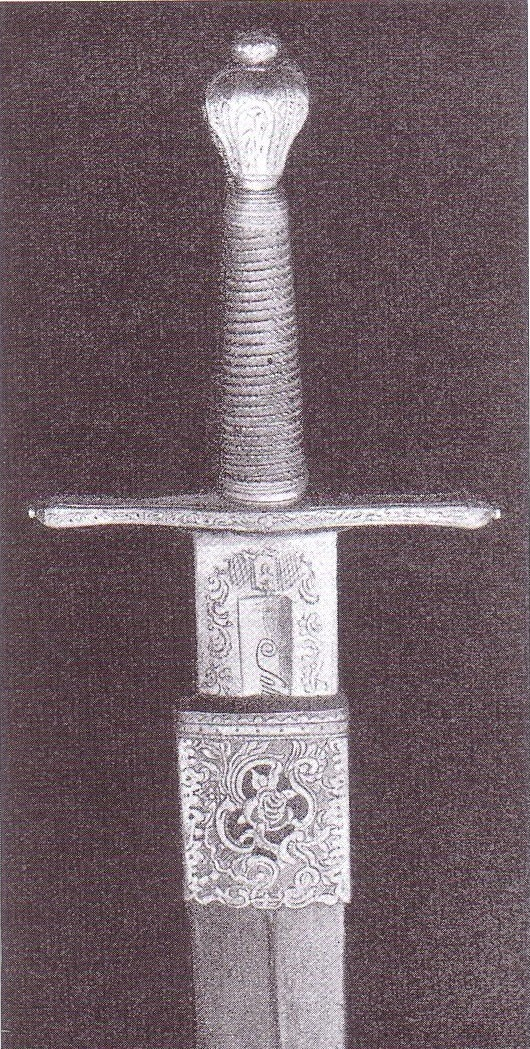
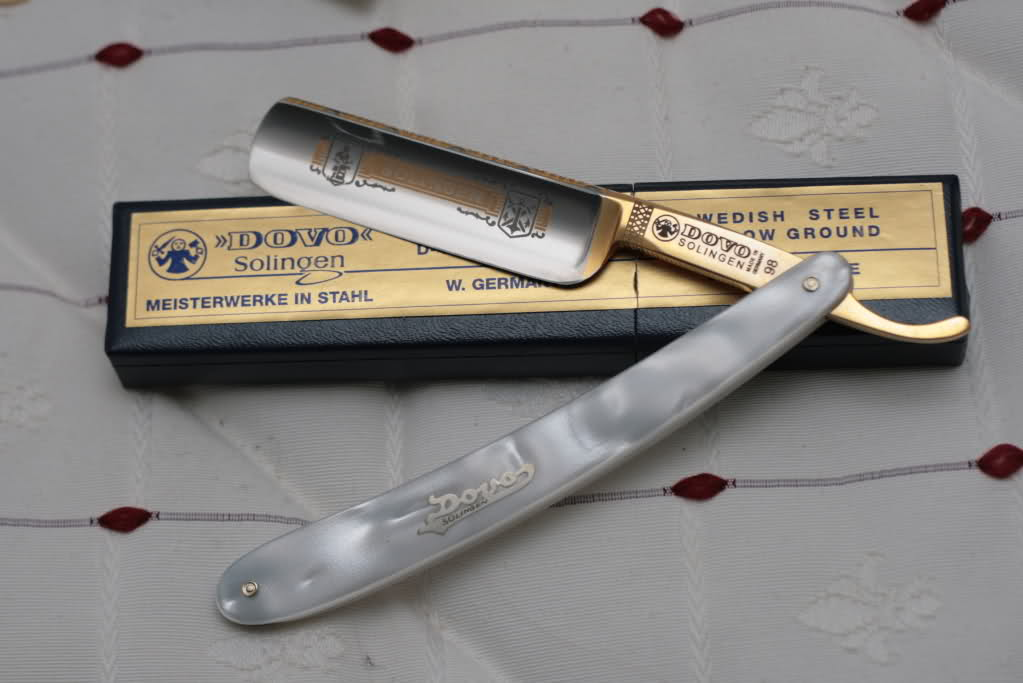

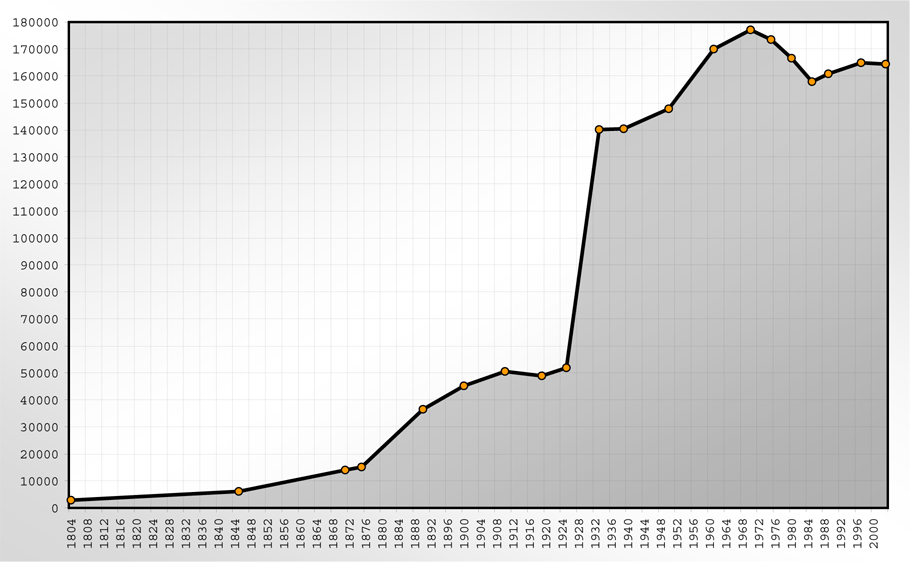
Népesség fejlődése 1804 és 1972 között

## Nevezetességek
- Német Pengemúzeum (Deutsches Klingenmuseum)

## Népesség
1804-ben Solingen-nek kb. 3000 lakosa volt, 1880-ban kb.16 000, 1910-ben érte el az 50 000-t, 1925-ben a 100 000-t.

## Közlekedés

### Közúti közlekedés
A várost érinti az A3-as, A46-os és az A1-es autópálya.
A városban trolibusz is közlekedik.

## Politika
A városi tanácsot legutóbb 2014 júliusában választottak. Az 52 képviselő a következőképpen oszlik el:

## Testvérvárosok
- Thiès, Szenegál, 1990
- Blyth (Northumberland), Nagy-Britannia, 1962
- Gouda, Hollandia, 1979
- Nesz-Cijóna, Izrael, 1986
- Jinotega, Nicaragua, 1985
- Aue, Németország, 1990
- Złotoryja, Lengyelország, 1955
- Chalon-sur-Saône, Franciaország, 1960